# Fenoperidina
Fenoperidina (Operidine ou Lealgin), é um opioide usado como um anestésico geral.

## Uso médico
Fenoperidina é um analgésico opioide -- analgésico narcótico.